# Cantonul Montgiscard
Cantonul Montgiscard este un canton din arondismentul Toulouse, departamentul Haute-Garonne, regiunea Midi-Pyrénées, Franța.

## Comune
- Ayguesvives
- Baziège
- Belberaud
- Belbèze-de-Lauragais
- Corronsac
- Deyme
- Donneville
- Escalquens
- Espanès
- Fourquevaux
- Issus
- Labastide-Beauvoir
- Montbrun-Lauragais
- Montgiscard (reședință)
- Montlaur
- Noueilles
- Odars
- Pompertuzat
- Pouze
- Varennes